# Aptosimum spinescens
Aptosimum spinescens là một loài thực vật có hoa trong họ Huyền sâm. Loài này được (L.Bolus) F.E.Weber mô tả khoa học đầu tiên năm 1907.